# Zwei Hecken an den Burgwegäckern
Die zwei Hecken an den Burgwegäckern sind ein etwa 0,24 Hektar großer geschützter Landschaftsbestandteil. Das Gebiet liegt in Oberschwarzach, ein Markt im unterfränkischen Landkreis Schweinfurt, östlich des Ortsteils Wiebelsberg. Der geschützte Landschaftsbestandteil wurde am 17. März 1988 als Schutzgebiet ausgewiesen.

## Geographische Lage
Dieses Schutzgebiet liegt im westlichen Teil des Naturparks Steigerwald, der größtenteils dem gleichnamigen Mittelgebirge entspricht. Es befindet sich im nördlichen Bereich der Gemeinde Oberschwarzach, etwa 400 Meter südlich der Gemeindegrenze zu Gerolzhofen sowie rund 300 Meter östlich des Oberschwarzacher Ortsteils Wiebelsberg.
Nördlich des geschützten Landschaftsbestandteils befinden sich die Erhebungen Neuberg (352 m ü. NHN) und Alter Berg (341 m ü. NHN) sowie das ökologisch bedeutsame Naturschutzgebiet Dolinen im Mahlholz, in dem regelmäßig der Hirschkäfer nachgewiesen wird. Nordöstlich liegt das Gebiet Waldesruh.
Östlich grenzt das FFH-Gebiet Buchenwälder und Wiesentäler des Nordsteigerwalds sowie das Vogelschutzgebiet Oberer Steigerwald an. Südlich befinden sich die Oberschwarzacher Ortsteile Mutzenroth und Düttingsfeld.

## Schutzstatus und Schutzgründe
Das Gebiet ist sowohl als geschützter Landschaftsbestandteil als auch als Biotop ausgewiesen. Das Schutzgebiet besteht aus einer Teilfläche; das Biotop ist mit 0,33 Hektar geringfügig größer als der Landschaftsbestandteil.
Bei dem Gebiet handelt es sich um ein größeres Gebüsch zwischen Ackerflächen und intensiv genutztem Grünland. Entlang der Ostseite verläuft ein Entwässerungsgraben, der in ein Absetzbecken mündet.
Vermutlich entstand die heutige Struktur aus zwei früheren Heckenzügen, die aus ehemals gepflegten Obstbaumstreifen hervorgingen. Auch der zwischen ihnen verlaufende, inzwischen brachliegende Triebweg ist mit Gehölzen zugewachsen.

## Vegetation
Die Vegetation besteht aus dichten Beständen von Schlehe, Hartriegel, Liguster und Brombeere, durchsetzt mit Feldahorn sowie einzelnen alten Apfel- und Birnbäumen. Die Ränder sind von Convolvulo-Agropyrion-Säumen geprägt, stellenweise durchsetzt mit stickstoffliebenden Arten und Resten magerer Grasfluren.
Im Rahmen der Biotopkartierung wurden unter anderem folgende Pflanzenarten nachgewiesen: Wiesen-Schafgarbe, Gewöhnliche Sichelmöhre, Raukenblättriges Greiskraut, Johanniskraut und Weißer Steinklee.